# Coppa Sudamericana 2018
La Coppa Sudamericana 2018 è stata la 17ª edizione della Coppa Sudamericana. Il vincitore conquista il diritto di disputare la Recopa Sudamericana 2019 e la Coppa Suruga Bank 2019. Inoltre la squadra vincente del torneo si aggiudica il diritto di partecipare alla Coppa Libertadores 2019.
Il sorteggio ha avuto luogo in Paraguay il 20 dicembre 2017.
L’Athl. Paranaense ha vinto la competizione per la prima volta.

## Squadre
Al torneo partecipano 54 squadre di 10 federazioni (i 10 membri della CONMEBOL), i cui criteri di qualificazione sono determinati dalle singole federazioni nazionali.
| Nazione               | Squadra                        | Qualificazione                                                                                         |
| --------------------- | ------------------------------ | --- |
| Argentina (6 squadre) | San Lorenzo (ARG 1)            | 7ª classificata della Primera División 2017                                                            |
| Argentina (6 squadre) | Lanús (ARG 2)                  | 8ª classificata della Primera División 2017                                                            |
| Argentina (6 squadre) | Newell's Old Boys (ARG 3)      | 9ª classificata della Primera División 2017                                                            |
| Argentina (6 squadre) | Defensa y Justicia (ARG 4)     | 10ª classificata della Primera División 2017                                                           |
| Argentina (6 squadre) | Colón (SF) (ARG 5)             | 11ª classificata della Primera División 2017                                                           |
| Argentina (6 squadre) | Rosario Central (ARG 6)        | 12ª classificata della Primera División 2017                                                           |
| Bolivia (4 squadre)   | Blooming (BOL 1)               | 5ª squadra non qualificata nella classifica unita della Liga de Fútbol Profesional Boliviano 2016-2017 |
| Bolivia (4 squadre)   | Guabirá (BOL 2)                | 6ª squadra non qualificata nella classifica unita della Liga de Fútbol Profesional Boliviano 2016-2017 |
| Bolivia (4 squadre)   | San José (BOL 3)               | 4ª squadra non qualificata nella classifica unita della Liga de Fútbol Profesional Boliviano 2016-2017 |
| Bolivia (4 squadre)   | Nacional Potosí (BOL 4)        | 6ª squadra non qualificata nella classifica unita della Liga de Fútbol Profesional Boliviano 2016-2017 |
| Brasile (6 squadre)   | Atlético Mineiro (BRA 1)       | 9ª classificata nel Campeonato Brasileiro Série A 2017                                                 |
| Brasile (6 squadre)   | Botafogo (BRA 2)               | 10ª classificata nel Campeonato Brasileiro Série A 2017                                                |
| Brasile (6 squadre)   | Athl. Paranaense (BRA 3)       | 11ª classificata nel Campeonato Brasileiro Série A 2017                                                |
| Brasile (6 squadre)   | Bahia (BRA 4)                  | 12ª classificata nel Campeonato Brasileiro Série A 2017                                                |
| Brasile (6 squadre)   | San Paolo (BRA 5)              | 13ª classificata nel Campeonato Brasileiro Série A 2017                                                |
| Brasile (6 squadre)   | Fluminense (BRA 6)             | 14ª classificata nel Campeonato Brasileiro Série A 2017                                                |
| Cile (4 squadre)      | Unión Española (CIL 1)         | Squadra sconfitta nello spareggio fra le seconde classificate del Clausura 2016 e dell'Apertura 2016   |
| Cile (4 squadre)      | Everton (CIL 2)                | 4ª classificata nel Torneo Apertura 2016-2017                                                          |
| Cile (4 squadre)      | Audax Italiano (CIL 3)         | 5ª classificata nel Torneo Apertura 2016-2017                                                          |
| Cile (4 squadre)      | Deportes Temuco (CIL 4)        | 6ª classificata nel Torneo Apertura 2016-2017                                                          |
| Colombia (4 squadre)  | Independiente Medellín (COL 1) | Semifinalista della Coppa Colombia 2017                                                                |
| Colombia (4 squadre)  | América de Cali (COL 2)        | 6ª squadra non qualificata nella classifica unita della Primera A 2017                                 |
| Colombia (4 squadre)  | Deportivo Cali (COL 3)         | 7ª squadra non qualificata nella classifica unita della Primera A 2017                                 |
| Colombia (4 squadre)  | Jaguares (COL 4)               | 9ª squadra non qualificata nella classifica unita della Primera A 2017                                 |
| Ecuador (4 squadre)   | Barcelona SC (ECU 1)           | 5ª miglior squadra nella classifica unita della Serie A 2017                                           |
| Ecuador (4 squadre)   | El Nacional (ECU 2)            | 6ª miglior squadra nella classifica unita della Serie A 2017                                           |
| Ecuador (4 squadre)   | Deportivo Cuenca (ECU 3)       | 7ª miglior squadra nella classifica unita della Serie A 2017                                           |
| Ecuador (4 squadre)   | LDU Quito (ECU 4)              | 8ª miglior squadra nella classifica unita della Serie A 2017                                           |
| Paraguay (4 squadre)  | Sol de América (PAR 1)         | 5ª classificata nella classifica unita della Primera División 2017                                     |
| Paraguay (4 squadre)  | General Díaz (PAR 2)           | 6ª classificata nella classifica unita della Primera División 2017                                     |
| Paraguay (4 squadre)  | Sp. Luqueño (PAR 3)            | 7ª classificata nella classifica unita della Primera División 2017                                     |
| Paraguay (4 squadre)  | Nacional (PAR 4)               | 8ª classificata nella classifica unita della Primera División 2017                                     |
| Perù (4 squadre)      | UTC Cajamarca (PER 1)          | 5ª classificata nella classifica unita del Decentralizado 2017                                         |
| Perù (4 squadre)      | Sport Huancayo (PER 2)         | 6ª classificata nella classifica unita del Decentralizado 2017                                         |
| Perù (4 squadre)      | Sport Rosario (PER 3)          | 7ª classificata nella classifica unita del Decentralizado 2017                                         |
| Perù (4 squadre)      | Sporting Cristal (PER 4)       | 8ª classificata nella classifica unita del Decentralizado 2017                                         |
| Uruguay (4 squadre)   | Cerro (URU 1)                  | 3ª classificata nel Transicion 2017                                                                    |
| Uruguay (4 squadre)   | Boston River (URU 2)           | 4ª classificata nel Transicion 2017                                                                    |
| Uruguay (4 squadre)   | Rampla Juniors (URU 3)         | 5ª classificata nel Transicion 2017                                                                    |
| Uruguay (4 squadre)   | Danubio (URU 4)                | 6ª classificata nel Transicion 2017                                                                    |
| Venezuela (4 squadre) | Mineros (VEN 1)                | Finalista della Coppa Venezuela 2017                                                                   |
| Venezuela (4 squadre) | Est. Mérida (VEN 2)            | Semifinalista del Torneo Clausura 2017                                                                 |
| Venezuela (4 squadre) | Caracas (VEN 3)                | 4ª classificata nella classifica unita della Primera División 2017                                     |
| Venezuela (4 squadre) | Zamora FC (VEN 4)              | 5ª classificata nella classifica unita della Primera División 2017                                     |

| Fase                         | Squadra           | Qualificazione                                                           |
| ---------------------------- | ----------------- | ------------------------------------------------------------------------ |
| Fase a gironi (8 squadre)    | Defensor Sporting | 3ª posizione nel Girone 1 della Coppa Libertadores 2018                  |
| Fase a gironi (8 squadre)    | Bolívar           | 3ª posizione nel Girone 2 della Coppa Libertadores 2018                  |
| Fase a gironi (8 squadre)    | Peñarol           | 3ª posizione nel Girone 3 della Coppa Libertadores 2018                  |
| Fase a gironi (8 squadre)    | Santa Fe          | 3ª posizione nel Girone 4 della Coppa Libertadores 2018                  |
| Fase a gironi (8 squadre)    | Vasco da Gama     | 3ª posizione nel Girone 5 della Coppa Libertadores 2018                  |
| Fase a gironi (8 squadre)    | Nacional          | 3ª posizione nel Girone 6 della Coppa Libertadores 2018                  |
| Fase a gironi (8 squadre)    | Millonarios       | 3ª posizione nel Girone 7 della Coppa Libertadores 2018                  |
| Fase a gironi (8 squadre)    | Atlético Junior   | 3ª posizione nel Girone 8 della Coppa Libertadores 2018                  |
| Fase preliminare (2 squadre) | Wilstermann       | 1º posto tra le sconfitte nella terza fase della Coppa Libertadores 2018 |
| Fase preliminare (2 squadre) | Banfield          | 2º posto tra le sconfitte nella terza fase della Coppa Libertadores 2018 |

## Sorteggio
Il sorteggio del torneo si è tenuto il 20 dicembre 2017 in Paraguay.

## Prima fase
Alla prima fase partecipano 44 squadre, le quali si sfidano a coppie in due partite di andata e ritorno. Le 22 squadre vincenti accedono alla seconda fase.
| Squadra 1          | Totale          | Squadra 2              | Andata | Ritorno |
| ------------------ | --------------- | ---------------------- | ------ | ------- |
| Everton            | 2 - 2 (gt)      | Caracas                | 1 - 2  | 1 - 0   |
| Est. Mérida        | 1 - 3           | Deportes Temuco        | 1 - 1  | 0 - 2   |
| Lanús              | 5 - 4           | Sporting Cristal       | 4 - 2  | 1 - 2   |
| LDU Quito          | 4 - 4 (gt)      | Guabirá                | 2 - 1  | 2 - 3   |
| Deportivo Cali     | 5 - 3           | Danubio                | 3 - 0  | 2 - 3   |
| San Lorenzo        | 1 - 0           | Atlético Mineiro       | 1 - 0  | 0 - 0   |
| Sport Rosario      | 0 - 2           | Cerro                  | 0 - 0  | 0 - 2   |
| Nacional           | 0 - 0 (4-3 dtr) | Mineros                | 0 - 0  | 0 - 0   |
| Sol de América     | 3 - 3 (gt)      | Independiente Medellín | 2 - 0  | 1 - 3   |
| Barcelona SC       | 1 - 2           | General Díaz           | 0 - 0  | 1 - 2   |
| Sp. Luqueño        | 2 - 2 (5-6 dtr) | Deportivo Cuenca       | 2 - 0  | 0 - 2   |
| UTC Cajamarca      | 2 - 4           | Rampla Juniors         | 2 - 0  | 0 - 4   |
| Athl. Paranaense   | 4 - 2           | Newell's Old Boys      | 3 - 0  | 1 - 2   |
| Defensa y Justicia | 3 - 1           | América de Cali        | 0 - 1  | 3 - 0   |
| Unión Española     | 0 - 3           | Sport Huancayo         | 0 - 0  | 0 - 3   |
| Jaguares           | 2 - 4           | Boston River           | 2 - 1  | 0 - 3   |
| Rosario Central    | 0 - 1           | San Paolo              | 0 - 0  | 0 - 1   |
| El Nacional        | 4 - 3           | San José               | 3 - 2  | 1 - 1   |
| Blooming           | 1 - 4           | Bahia                  | 1 - 0  | 0 - 4   |
| Zamora FC          | 0 - 3           | Colón (SF)             | 0 - 2  | 0 - 1   |
| Audax Italiano     | 2 - 3           | Botafogo               | 1 - 2  | 1 - 1   |
| Fluminense         | 3 - 2           | Nacional Potosí        | 3 - 0  | 0 - 2   |

## Seconda fase
Alla seconda fase partecipano le 22 squadre qualificatesi dalla prima fase, a cui si aggregano le 10 squadre provenienti dalla Coppa Libertadores 2018. Come nella prima fase, anche in questa seconda fase le 32 squadre si sfidano in due partite di andata e ritorno. Le 16 squadre vincenti si qualificano agli ottavi di finale del torneo.
| Squadra 1          | Totale          | Squadra 2         | Andata | Ritorno |
| ------------------ | --------------- | ----------------- | ------ | ------- |
| General Díaz       | 1 - 5           | Millonarios       | 1 - 1  | 0 - 4   |
| Nacional           | 2 - 3           | Botafogo          | 2 - 1  | 0 - 2   |
| Sol de América     | 0 - 1           | Nacional          | 0 - 0  | 0 - 1   |
| San Paolo          | 1 - 1 (3-5 dtr) | Colón (SF)        | 0 - 1  | 1 - 0   |
| Boston River       | 1 - 2           | Banfield          | 1 - 0  | 0 - 2   |
| Fluminense         | 3 - 0           | Defensor Sporting | 2 - 0  | 1 - 0   |
| Athl. Paranaense   | 6 - 1           | Peñarol           | 2 - 0  | 4 - 1   |
| Deportivo Cali     | 6 - 1           | Bolívar           | 4 - 0  | 2 - 1   |
| LDU Quito          | 3 - 2           | Vasco da Gama     | 3 - 1  | 0 - 1   |
| Caracas            | 6 - 3           | Sport Huancayo    | 2 - 0  | 4 - 3   |
| Deportivo Cuenca   | 2 - 2 (6-5 dtr) | Wilstermann       | 2 - 2  | 2 - 2   |
| Defensa y Justicia | 2 - 1           | El Nacional       | 2 - 0  | 0 - 1   |
| Lanús              | 1 - 1 (2-3 dcr) | Atlético Junior   | 1 - 0  | 0 - 1   |
| San Lorenzo        | 3 - 1           | Deportes Temuco   | 3 - 0  | 0 - 1   |
| Bahia              | 3 - 1           | Cerro             | 2 - 0  | 1 - 1   |
| Rampla Juniors     | 0 - 2           | Santa Fe          | 0 - 0  | 0 - 2   |

## Fase a eliminazione diretta
Le fasi finali prevedono la disputa di ottavi di finale, quarti di finale, semifinali e finale, con partite di andata e ritorno e l′applicazione della regola del "gol fuori casa" (secondo la quale in caso di parità di reti segnate dopo le due sfide di andata e ritorno passa il turno la squadra che ha realizzato il maggior numero di reti in trasferta).

### Tabellone
|  | Ottavi di finale     | Ottavi di finale       | Ottavi di finale | Ottavi di finale |       |                       | Quarti di finale | Quarti di finale | Quarti di finale | Quarti di finale |                  |   | Semifinali | Semifinali | Semifinali | Semifinali |                 |   | Finale | Finale | Finale | Finale |
|  |                      |                        |                  |                  |       |                       |                  |                  |                  |                  |                  |   |            |            |            |            |                 |   |        |        |        |        |
|  | Santa Fe (dtr)       | 0                      | 0                | 0 (5)            |       |                       |                  |                  |                  |                  |                  |   |            |            |            |            |                 |   |        |        |        |        |
|  | Millonarios          | 0                      | 0                | 0 (3)            |       |                       |                  |                  |                  |                  |                  |   |            |            |            |            |                 |   |        |        |        |        |
|  | Millonarios          | 0                      | 0                | 0 (3)            |       | Santa Fe              | 1                | 2                | 3                |                  |                  |   |            |            |            |            |                 |   |        |        |        |        |
|  |                      |                        |                  |                  |       | Santa Fe              | 1                | 2                | 3                |                  |                  |   |            |            |            |            |                 |   |        |        |        |        |
|  |                      | Deportivo Cali         | 1                | 1                | 2     |                       |                  |                  |                  |                  |                  |   |            |            |            |            |                 |   |        |        |        |        |
|  | LDU Quito            | Deportivo Cali         | 1                | 1                | 2     | 1                     | 0                | 1 (1)            |                  |                  |                  |   |            |            |            |            |                 |   |        |        |        |        |
|  | LDU Quito            |                        |                  |                  |       | 1                     | 0                | 1 (1)            |                  |                  |                  |   |            |            |            |            |                 |   |        |        |        |        |
|  | Deportivo Cali (dtr) | 0                      | 1                | 1 (3)            |       |                       |                  |                  |                  |                  |                  |   |            |            |            |            |                 |   |        |        |        |        |
|  | Deportivo Cali (dtr) | 0                      | 1                | 1 (3)            |       |                       |                  |                  |                  |                  | Santa Fe         | 0 | 0          | 0          |            |            |                 |   |        |        |        |        |
|  |                      |                        |                  |                  |       |                       |                  |                  |                  |                  |                  | 0 | 0          | 0          |            |            |                 |   |        |        |        |        |
|  |                      | Atlético Junior        | 2                | 1                | 3     |                       |                  |                  |                  |                  |                  |   |            |            |            |            |                 |   |        |        |        |        |
|  | Atlético Junior      | Atlético Junior        | 2                | 1                | 3     | 1                     | 1                | 2                |                  |                  |                  |   |            |            |            |            |                 |   |        |        |        |        |
|  | Atlético Junior      |                        |                  |                  |       | 1                     | 1                | 2                |                  |                  |                  |   |            |            |            |            |                 |   |        |        |        |        |
|  | Colón (SF)           | 0                      | 1                | 1                |       |                       |                  |                  |                  |                  |                  |   |            |            |            |            |                 |   |        |        |        |        |
|  | Colón (SF)           | 0                      | 1                | 1                |       | Atlético Junior (gfc) | 2                | 1                | 3                |                  |                  |   |            |            |            |            |                 |   |        |        |        |        |
|  |                      |                        |                  |                  |       | Atlético Junior (gfc) | 2                | 1                | 3                |                  |                  |   |            |            |            |            |                 |   |        |        |        |        |
|  |                      | Defensa y Justicia     | 0                | 3                | 3     |                       |                  |                  |                  |                  |                  |   |            |            |            |            |                 |   |        |        |        |        |
|  | Defensa y Justicia   | Defensa y Justicia     | 0                | 3                | 3     | 0                     | 2                | 2                |                  |                  |                  |   |            |            |            |            |                 |   |        |        |        |        |
|  | Defensa y Justicia   |                        |                  |                  |       | 0                     | 2                | 2                |                  |                  |                  |   |            |            |            |            |                 |   |        |        |        |        |
|  | Banfield             | 0                      | 0                | 0                |       |                       |                  |                  |                  |                  |                  |   |            |            |            |            |                 |   |        |        |        |        |
|  | Banfield             | 0                      | 0                | 0                |       |                       |                  |                  |                  |                  |                  |   |            |            |            |            | Atlético Junior | 1 | 1      | 2 (3)  |        |        |
|  |                      |                        |                  |                  |       |                       |                  |                  |                  |                  |                  |   |            |            |            |            |                 | 1 | 1      | 2 (3)  |        |        |
|  |                      | Athl. Paranaense       | 1                | 1                | 2 (4) |                       |                  |                  |                  |                  |                  |   |            |            |            |            |                 |   |        |        |        |        |
|  | Bahia                | Athl. Paranaense       | 1                | 1                | 2 (4) | 2                     | 1                | 3 (5)            |                  |                  |                  |   |            |            |            |            |                 |   |        |        |        |        |
|  | Bahia                |                        |                  |                  |       | 2                     | 1                | 3 (5)            |                  |                  |                  |   |            |            |            |            |                 |   |        |        |        |        |
|  | Botafogo             | 1                      | 2                | 3 (4)            |       |                       |                  |                  |                  |                  |                  |   |            |            |            |            |                 |   |        |        |        |        |
|  | Botafogo             | 1                      | 2                | 3 (4)            |       | Bahia                 | 0                | 1                | 1 (1)            |                  |                  |   |            |            |            |            |                 |   |        |        |        |        |
|  |                      |                        |                  |                  |       | Bahia                 | 0                | 1                | 1 (1)            |                  |                  |   |            |            |            |            |                 |   |        |        |        |        |
|  |                      | Athl. Paranaense (dtr) | 1                | 0                | 1 (4) |                       |                  |                  |                  |                  |                  |   |            |            |            |            |                 |   |        |        |        |        |
|  | Caracas              | Athl. Paranaense (dtr) | 1                | 0                | 1 (4) | 0                     | 1                | 1                |                  |                  |                  |   |            |            |            |            |                 |   |        |        |        |        |
|  | Caracas              |                        |                  |                  |       | 0                     | 1                | 1                |                  |                  |                  |   |            |            |            |            |                 |   |        |        |        |        |
|  | Athl. Paranaense     | 2                      | 2                | 4                |       |                       |                  |                  |                  |                  |                  |   |            |            |            |            |                 |   |        |        |        |        |
|  | Athl. Paranaense     | 2                      | 2                | 4                |       |                       |                  |                  |                  |                  | Athl. Paranaense | 2 | 2          | 4          |            |            |                 |   |        |        |        |        |
|  |                      |                        |                  |                  |       |                       |                  |                  |                  |                  |                  | 2 | 2          | 4          |            |            |                 |   |        |        |        |        |
|  |                      | Fluminense             | 0                | 0                | 0     |                       |                  |                  |                  |                  |                  |   |            |            |            |            |                 |   |        |        |        |        |
|  | Deportivo Cuenca     | Fluminense             | 0                | 0                | 0     | 0                     | 0                | 0                |                  |                  |                  |   |            |            |            |            |                 |   |        |        |        |        |
|  | Deportivo Cuenca     |                        |                  |                  |       | 0                     | 0                | 0                |                  |                  |                  |   |            |            |            |            |                 |   |        |        |        |        |
|  | Fluminense           | 2                      | 2                | 4                |       |                       |                  |                  |                  |                  |                  |   |            |            |            |            |                 |   |        |        |        |        |
|  | Fluminense           | 2                      | 2                | 4                |       | Fluminense            | 1                | 1                | 2                |                  |                  |   |            |            |            |            |                 |   |        |        |        |        |
|  |                      |                        |                  |                  |       | Fluminense            | 1                | 1                | 2                |                  |                  |   |            |            |            |            |                 |   |        |        |        |        |
|  |                      | Nacional               | 1                | 0                | 1     |                       |                  |                  |                  |                  |                  |   |            |            |            |            |                 |   |        |        |        |        |
|  | San Lorenzo          | Nacional               | 1                | 0                | 1     | 3                     | 0                | 3                |                  |                  |                  |   |            |            |            |            |                 |   |        |        |        |        |
|  | San Lorenzo          |                        |                  |                  |       | 3                     | 0                | 3                |                  |                  |                  |   |            |            |            |            |                 |   |        |        |        |        |
|  | Nacional (gfc)       | 1                      | 2                | 3                |       |                       |                  |                  |                  |                  |                  |   |            |            |            |            |                 |   |        |        |        |        |

### Ottavi di finale
| Squadra 1          | Totale          | Squadra 2        | Andata | Ritorno |
| ------------------ | --------------- | ---------------- | ------ | ------- |
| Santa Fe           | 0 - 0 (5-3 dtr) | Millonarios      | 0 - 0  | 0 - 0   |
| Bahia              | 3 - 3 (5-4 dtr) | Botafogo         | 2 - 1  | 1 - 2   |
| San Lorenzo        | 3 - 3 (gfc)     | Nacional         | 3 - 1  | 0 - 2   |
| Atlético Junior    | 2 - 1           | Colón (SF)       | 1 - 0  | 1 - 1   |
| Defensa y Justicia | 2 - 0           | Banfield         | 0 - 0  | 2 - 0   |
| Deportivo Cuenca   | 0 - 4           | Fluminense       | 0 - 2  | 0 - 2   |
| Caracas            | 1 - 4           | Athl. Paranaense | 0 - 2  | 1 - 2   |
| LDU Quito          | 1 - 1 (1-3 dtr) | Deportivo Cali   | 1 - 0  | 0 - 1   |

### Quarti di finale
| Squadra 1       | Totale          | Squadra 2          | Andata | Ritorno |
| --------------- | --------------- | ------------------ | ------ | ------- |
| Santa Fe        | 3 - 2           | Deportivo Cali     | 1 - 1  | 2 - 1   |
| Bahia           | 1 - 1 (1-4 dtr) | Athl. Paranaense   | 0 - 1  | 1 - 0   |
| Fluminense      | 2 - 1           | Nacional           | 1 - 1  | 1 - 0   |
| Atlético Junior | 3 - 3 (gfc)     | Defensa y Justicia | 2 - 0  | 1 - 3   |

### Semifinali
| Squadra 1        | Totale | Squadra 2       | Andata | Ritorno |
| ---------------- | ------ | --------------- | ------ | ------- |
| Santa Fe         | 0 - 3  | Atlético Junior | 0 - 2  | 0 - 1   |
| Athl. Paranaense | 4 - 0  | Fluminense      | 2 - 0  | 2 - 0   |

### Finale
| Squadra 1       | Totale          | Squadra 2        | Andata | Ritorno |
| --------------- | --------------- | ---------------- | ------ | ------- |
| Atlético Junior | 2 - 2 (3-4 dtr) | Athl. Paranaense | 1 - 1  | 1 - 1   |